# Nabla

El símbolo nabla

En geometría diferencial, nabla (también llamado del) es un operador diferencial vectorial representado por el símbolo: {\displaystyle \nabla } (nabla). 
En coordenadas cartesianas tridimensionales, nabla se puede escribir como:
{\displaystyle \nabla ={\hat {x}}{\partial  \over \partial x}+{\hat {y}}{\partial  \over \partial y}+{\hat {z}}{\partial  \over \partial z}.}
siendo {\displaystyle {\hat {x}}}, {\displaystyle {\hat {y}}} y {\displaystyle {\hat {z}}} los vectores unitarios en las direcciones de los ejes coordenados. Esta base también se representa por {\displaystyle {\hat {\imath }}},
{\displaystyle {\hat {\jmath }}}, {\displaystyle {\hat {k}}}.

## Simbología

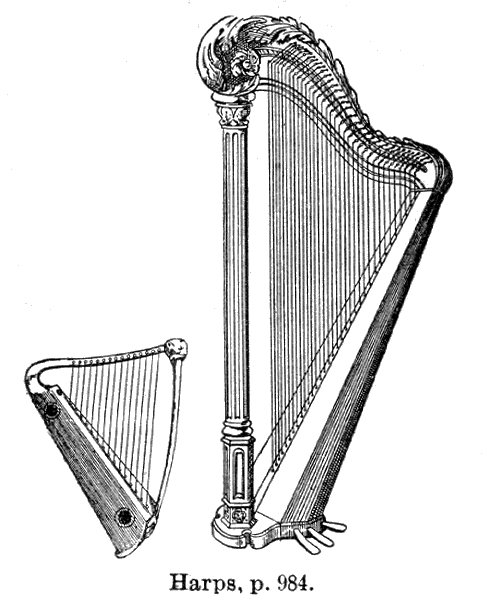
El arpa, el instrumento que da nombre al símbolo nabla

El nombre del símbolo ∇ proviene de la palabra griega equivalente a la palabra hebrea arpa, instrumento musical que tiene una forma similar. Hay palabras relacionadas en los lenguajes arameo y hebreo. El símbolo fue usado por primera vez por William Rowan Hamilton, pero de forma lateral: ◁. Otro nombre menos conocido del símbolo es atled (delta deletreado al revés), porque nabla es una letra griega delta (Δ) invertida: en el griego actual se la llama ανάδελτα (anádelta), que significa "delta invertida".
En HTML se escribe &nabla; y en LaTeX como \nabla. En Unicode, es el carácter U+2207, o 8711 en notación decimal.

## Expresiones del operador nabla

### Expresión en sistemas de coordenadas no-cartesianas
Cuando se emplean sistemas de coordenadas diferentes de las coordenadas cartesianas, la expresión de nabla debe generalizarse. En sistemas de coordenadas ortogonales, como las cartesianas, las cilíndricas y las esféricas, en la expresión aparecen los factores de escala:
{\displaystyle \nabla ={\frac {{\hat {q}}_{1}}{h_{1}}}{\partial  \over \partial q_{1}}+{\frac {{\hat {q}}_{2}}{h_{2}}}{\partial  \over \partial q_{2}}+{\frac {{\hat {q}}_{3}}{h_{3}}}{\partial  \over \partial q_{3}}}
En particular, para coordenadas cilíndricas ({\displaystyle h_{\rho }=h_{z}=1,\ h_{\varphi }=\rho }) resulta
{\displaystyle \nabla ={\hat {\rho }}{\frac {\partial }{\partial \rho }}+{\frac {\hat {\varphi }}{\rho }}{\frac {\partial }{\partial \varphi }}+{\hat {z}}{\frac {\partial }{\partial z}}}
y para coordenadas esféricas ({\displaystyle h_{r}=1,\ h_{\theta }=r,\ h_{\varphi }=r{\rm {sen}}\theta })
{\displaystyle \nabla ={\hat {r}}{\frac {\partial }{\partial r}}+{\frac {\hat {\theta }}{r}}{\frac {\partial }{\partial \theta }}+{\frac {\hat {\varphi }}{r\,{\rm {sen}}\,\theta }}{\frac {\partial }{\partial \varphi }}}

## Definiciones alternativas

### Definición intrínseca
Puede darse una definición del operador nabla que no depende del sistema de coordenadas que se emplee. Esta definición es una generalización de la que se emplea para definir la divergencia:

{\displaystyle \nabla \star A=\lim _{\Delta V\to 0}{\frac {1}{\Delta V}}\oint A\star d{\vec {S}}}

En la expresión anterior {\displaystyle \star } representa un producto arbitrario (escalar, vectorial, tensorial o por un escalar) y {\displaystyle A} es un campo escalar, vectorial o tensorial. {\displaystyle \Delta V} es un volumen diferencial que en el límite se reduce a un punto. De esta forma pueden definirse de forma intrínseca el gradiente, la divergencia, el rotacional y otros operadores sin nombre propio.

### Relación con la derivada covariante
El operador nabla también se aplica a variedades diferenciables. 
Dada una variedad diferenciable dotada de una conexión que dé lugar a una derivada covariante, se define el operador nabla como la aplicación del conjunto de funciones sobre la variedad o 0-formas al conjunto de 1-formas de dicha variedad. Fijado un sistema local de coordenadas, se expresa como:
{\displaystyle \nabla f=\sum _{\alpha }f_{;\alpha }dx^{\alpha }}
La derivada covariante sube el orden del tensor al que se le aplica. Por ejemplo para un campo vectorial {\displaystyle {\vec {v}}} en tres dimensiones su derivada covariante sería un tensor de segundo orden de 9 componentes (una matriz 3×3)
La derivada covariante puede representarse en este contexto como {\displaystyle \nabla \otimes {\vec {v}}}, donde {\displaystyle \otimes } representa el producto diádico. 
Con esto ante pequeños desplazamientos el vector cambiaría según: {\displaystyle \delta {\vec {v}}=(\nabla \otimes {\vec {v}})\cdot \delta {\vec {r}}}

### Relación con la diferencial exterior
Todas las expresiones que involucran el operador nabla del cálculo vectorial en {\displaystyle \mathbb {R} ^{3}} puede ser expresadas en términos de diferencial exterior de una n-forma n < 3 sobre {\displaystyle \mathbb {R} ^{3}}:
- El gradiente de una función se asocia con la diferencial exterior de una 0-forma.
- El rotacional de un campo vectorial se asocia con la diferencial exterior de una 1-forma.
- La divergencia de un campo vectorial se asocia con la diferencial exterior de una 2-forma.

Una función es una 0-forma sobre el espacio euclidiano, su gradiente es:

{\displaystyle \nabla f=(df)^{\sharp },\qquad (\nabla f)^{i}=g^{ij}{\frac {\partial f}{\partial x^{j}}}}

donde {\displaystyle g^{ij}} son las componentes del inverso del tensor métrico en las coordenadas {\displaystyle \{x^{j}\}}, obviamente en coordenadas cartesianas {\displaystyle g^{ij}=\delta _{i}^{j}}.
El rotacional de un campo vectorial puede asociarse con la diferencial exterior de una 1-forma.

{\displaystyle \nabla \times \mathbf {A} =*(d(\mathbf {A} ^{\flat })),\qquad (\nabla \times \mathbf {A} )^{i}=\epsilon ^{ijk}{\frac {\partial }{\partial x^{j}}}(g_{kl}A^{l})}

donde {\displaystyle *} es el operador dual de Hodge y {\displaystyle g_{ij}} son las componentes del tensor métrico en las coordenadas {\displaystyle \{x^{j}\}}.
La divergencia de un campo vectorial puede asociarse con la diferencial exterior de una 2-forma.

{\displaystyle \nabla \cdot \mathbf {A} =*d(*(\mathbf {A} ^{\flat })),\qquad (\nabla \cdot \mathbf {A} )^{i}={\frac {1}{2}}\epsilon ^{mjk}{\frac {\partial }{\partial x^{m}}}(\epsilon _{ijk}g_{il}A^{l})}

El laplaciano de una función se puede asociar con la aplicación de dos diferenciales exteriores alternadas con dos operaciones duales de Hodge:

{\displaystyle \Delta f=*d(*df),\qquad \Delta \mathbf {A} =*d(*d\mathbf {A} ^{\flat })}

## Aplicaciones del operador nabla
Este operador puede aplicarse a campos escalares (Φ) o a campos vectoriales F, dando: 

| • Gradiente:   | {\displaystyle \nabla \phi }                  |
| • Divergencia: | {\displaystyle \nabla \cdot {\vec {F}}}       |
| • Rotacional:  | {\displaystyle \nabla \times {\vec {F}}}      |
| • Laplaciano:  | {\displaystyle \nabla ^{2}\phi =\Delta \phi } |

## Álgebra del operador ∇
Al tratarse de un operador diferencial, el resultado de su aplicación sobre un producto sigue reglas similares a la derivada de un producto. Sin embargo, dependiendo del carácter de los entes sobre los que actúa, el resultado puede tener una expresión más o menos complicada. Las fórmulas más importantes son:
{\displaystyle \nabla (\phi \psi )=(\nabla \phi )\psi +\phi (\nabla \psi )}
{\displaystyle \nabla \cdot (\phi {\vec {A}})=(\nabla \phi )\cdot {\vec {A}}+\phi (\nabla \cdot {\vec {A}})}
{\displaystyle \nabla \times (\phi {\vec {A}})=(\nabla \phi )\times {\vec {A}}+\phi (\nabla \times {\vec {A}})}
{\displaystyle \nabla ({\vec {A}}\cdot {\vec {B}})={\vec {B}}\times (\nabla \times {\vec {A}})+{\vec {A}}\times (\nabla \times {\vec {B}})+({\vec {B}}\cdot \nabla ){\vec {A}}+({\vec {A}}\cdot \nabla ){\vec {B}}}
{\displaystyle \nabla \cdot ({\vec {A}}\times {\vec {B}})=(\nabla \times {\vec {A}})\cdot {\vec {B}}-(\nabla \times {\vec {B}})\cdot {\vec {A}}}
{\displaystyle \nabla \times ({\vec {A}}\times {\vec {B}})=(\nabla \cdot {\vec {B}}){\vec {A}}+({\vec {B}}\cdot \nabla ){\vec {A}}-(\nabla \cdot {\vec {A}}){\vec {B}}-({\vec {A}}\cdot \nabla ){\vec {B}}}